# Михась Севрук

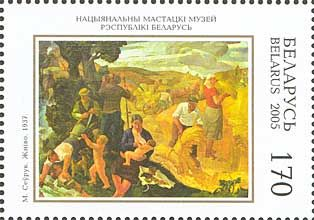
Почтовая марка Беларуси, выпущенная к 100-летию со дня рождения Михася Севрука. «Жатва» (2005 год)

Михась Севрук (рус. — Михаил Константинович Севрук, бел. Міхась Сяўрук; 27 февраля 1905, Варшава, Царство Польское, Российская империя — 14 марта 1979, Несвиж, Минской области, Беларусь) — белорусский и литовский живописец, график, иллюстратор и гравёр.

## Биография
Из рода Севрук, принадлежащего к полесской шляхте. Сын железнодорожника. До 1927 учился в Несвижской гимназии. В 1932 окончил факультет изящных искусств Виленского университета.
Участник художественных выставок с 1937 года. Первые работы молодого талантливого художника экспонировались на выставках 1937—1938 в Варшаве. Во время жительства в Вильно основал местное общество художников. Поддерживал дружеские отношения с Петром Сергиевичем.
После Великой Отечественной войны жил в Несвиже.

### Семья
- Жена —  Раиса Семеновна Андруцкая (1917 — 1988)
- Сестра — Ксения Константиновна Якубовская (1901 — 1984)
- Отец —  Константин Иосифович Севрук (1867 — 1927)
- Мать — Александра Степановна Арень

## Творчество
Работам начального периода творчества художника характерны черты романтизма.
Представитель Виленской художественной школы, для которой характерны традиции академического и неореалистического искусства. Созданная им галерея образов очень точно передает атмосферу времени, отношение к окружающему миру, идеалы красоты. Творчество художника, несмотря на яркую индивидуальность, отражает основные тенденции развития реалистического искусства 1920—1930-х годов.
Более поздние работы отличаются народностью образов. В Несвиже работал, в основном, в области жанровой картины и пейзажа.
Среди его художественных работ: тематические композиции «На уборке свеклы» (1936), «Жатва» (1937), «Новый дом» (1968) и другие.
Иллюстратор. Автор обложек сборников поэзии Максима Танка «На этапах» (1936), Григория Ширмы «Наша песня» (1938), графических работ «Виленская Alma mater» (1937) и других.
Вместе с Язепом Дроздовичем, Петром Сергиевичем, Язепом Горидом занимался иллюстрированием западнобелорусских печатных изданий.

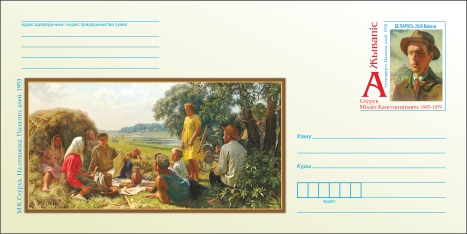
Маркированный конверт (2020) с картиной «На сенажаці» (1953)

Обвинённый в национализме, художник так и не дождался признания от советских властей. Возможно, из-за жизни в некотором удалении от столицы, творчество М. Севрука менее известно ценителям искусства, чем оно того заслуживает.
Умер и похоронен в Несвиже.
В Несвиже создана квартира-музей художника.
Картины и графические работы Михаила Севрука находятся в художественных собраниях разных стран (Беларусь, Польша, Литва).

## Память
- В 1980 году во Дворце искусств впервые состоялся широкий показ творчества М. Севрука.
- Квартира-музей М. К. Севрука в Несвиже — филиал государственного учреждения «Несвижский историко-краеведческий музей»[1]. На здании установлена мемориальная доска в честь М. К. Севрука (1989, скульптор В. Сличенко).

## В филателии и нумизматике
- К 100-летию со дня рождения Михася Севрука в 2005 году почта Беларуси выпустила марку с изображением его картины «Жатва» (1937).

## Ліитература
- Салодкіна Л. У, Купава М. М. Сеўрук Міхаіл Канстанцінавіч // Беларуская энцыклапедыя: У 18 т. Т. 14: Рэле — Слаявіна / Рэдкал.: Г. П. Пашкоў і інш. — Мн. : БелЭн, 2002. — Т. 14. — С. 356—357. — 10 000 экз. — ISBN 985-11-0035-8. — ISBN 985-11-0238-5 (т. 14).
- Се́ўрук Міхаіл Канстанцінавіч // Беларусь: энцыклапедычны даведнік / Рэдкал. Б. І. Сачанка (гал. рэд.) і інш.; Маст. М. В. Драко, А. М. Хількевіч. — Мн.: БелЭн, 1995. — С. 659. — 800 с. — 5 000 экз. — ISBN 985-11-0026-9.
- Міхаіл Сеўрук. Жывапіс. Графіка. Альбом / складальнік і кіраўнік праекта М. Н. Канавалаў. — Мн .: Паліграфкамбінат, 2012. — 102 с. — 1 025 экз. — ISBN 978-985-6791-69-0.
- Гваздзёў С. Міхаіл Сеўрук: Мастак з Божай міласці. — Мн .: Харвест, 2015. — 64 с. — (100 выдатных дзеячоў беларускай культуры). — 1 000 экз. — ISBN 978-985-18-3705-8.